# Rhizocarpon

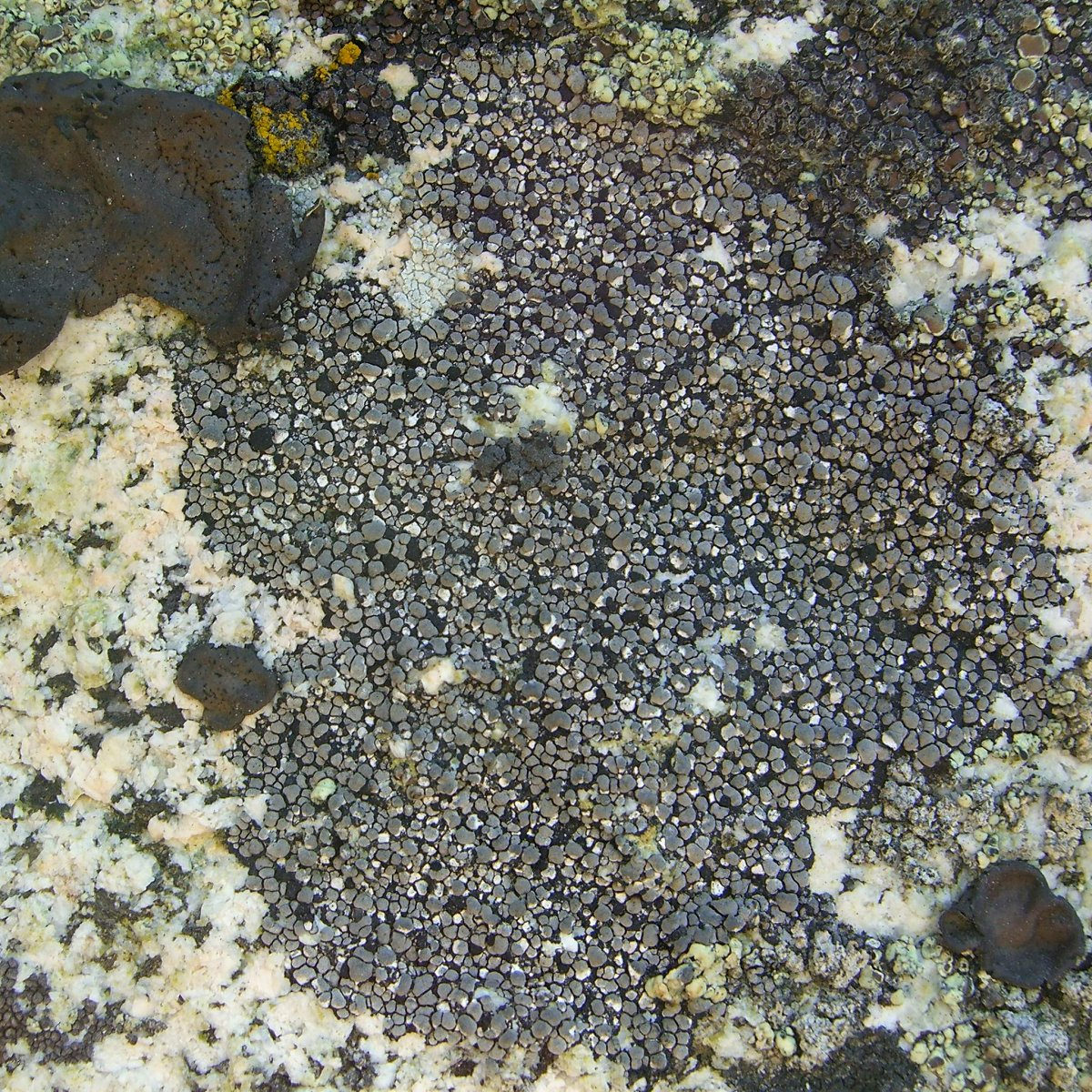
Wzorzec dwuzarodnikowy

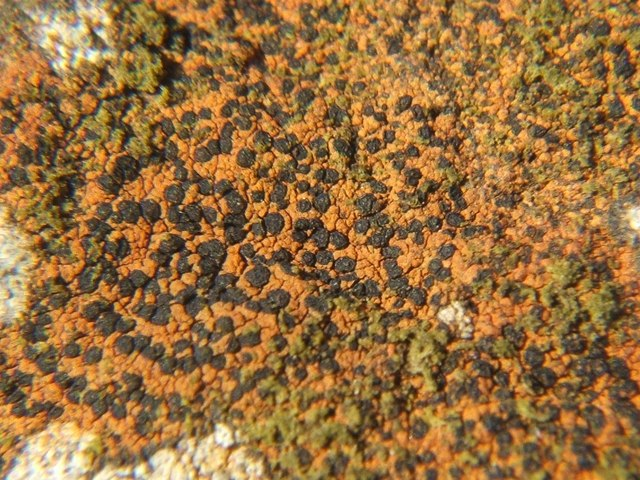
Wzorzec Oedera

Rhizocarpon Ramond ex DC.   (wzorzec) – rodzaj grzybów z rodziny wzorcowatych (Rhizocarpaceae). Ze względu na współżycie z glonami zaliczany jest do porostów.

## Systematyka i nazewnictwo
Pozycja w klasyfikacji według Index Fungorum: Rhizocarpaceae, Incertae sedis, Lecanoromycetidae, Lecanoromycetes, Pezizomycotina, Ascomycota, Fungi.
Synonimy nazwy naukowej: Buellia sect. Catocarpus Körb.,
Catillariopsis (Stein) M. Choisy,
Catocarpus (Körb.) Arnold,
Catocarpus sect. Catillariopsis Stein,
Cormothecium A. Massal.,
Diphaeis Clem.,
Diphanis Clem.,
Lepidoma Link,
Phalodictyum Clem.,
Rehmia Kremp.,
Rhizocarponomyces Cif. & Tomas.,
Siegertia Körb:
Nazwa polska według Krytycznej listy porostów i grzybów naporostowych Polski.

## Gatunki występujące w Polsce
- Rhizocarpon alpicola (Wahlenb.) Rabenh. 1861 – wzorzec alpejski
- Rhizocarpon badioatrum (Flörke ex Spreng.) Th. Fr. 1874 – wzorzec brunatnoczarny
- Rhizocarpon carpaticum Runemark 1956[4] – wzorzec karpacki
- Rhizocarpon cinereovirens (Müll. Arg.) Vain. 1922 – wzorzec szarozielonawy
- Rhizocarpon disporum (Nägeli ex Hepp) Müll. Arg. 1879 – wzorzec dwuzarodnikowy
- Rhizocarpon distinctum Th. Fr. 1874 – wzorzec pospolity
- Rhizocarpon eupetraeoides (Nyl.) Blomb. & Forssell 1880 – wzorzec nabiegły
- Rhizocarpon eupetraeum (Nyl.) Arnold 1870 – wzorzec krwisty
- Rhizocarpon geminatum Körb. 1855 – wzorzec zwyczajny
- Rhizocarpon geographicum (L.) DC. 1805 – wzorzec geograficzny
- Rhizocarpon grande (Flörke ex Flot.) Arnold 1871 – wzorzec okazały
- Rhizocarpon hochstetteri (Körb.) Vain. 1922 – wzorzec Hochstettera
- Rhizocarpon inarense (Vain.) Vain. 1898 – wzorzec inaryjski
- Rhizocarpon lavatum (Fr.) Hazsl. 1884 – wzorzec nadwodny
- Rhizocarpon lecanorinum Anders 1923 – wzorzec misecznicowaty
- Rhizocarpon leptolepis Anzi 1926[4] – wzorzec drobny
- Rhizocarpon oederi (Ach.) Körb. 1861 – wzorzec Oedera
- Rhizocarpon petraeum (Wulfen) A. Massal. 1852 – wzorzec pstry
- Rhizocarpon polycarpum (Hepp) Th. Fr. 1874 – wzorzec wieloowocnikowy
- Rhizocarpon postumum (Nyl.) Arnold 1870 – wzorzec pośledniejszy
- Rhizocarpon reductum Th. Fr. 1874 – wzorzec ograniczony
- Rhizocarpon rittokense (Hellb.) Th. Fr. 1874[4] – wzorzec rittokeński
- Rhizocarpon saanaënse Räsänen 1942[4] – wzorzec saaneński
- Rhizocarpon simillimum (Anzi) Lettau 1912 – wzorzec wątły
- Rhizocarpon sorediosum Runemark 1956 – wzorzec sorediowany
- Rhizocarpon subgeminatum Eitner 1911 – wzorzec mniejszy
- Rhizocarpon umbilicatum (Ramond) Flagey 1894 – wzorzec białawy
- Rhizocarpon viridiatrum (Wulfen) Körb. 1855  – wzorzec zielonoczarny

Nazwy naukowe na podstawie Index Fungorum. Nazwy polskie według W. Fałtynowicza.